# Guershôn
Guershôn est le premier fils de Lévi fils de Jacob. Ses descendants s'appellent les Guershonites.

## Famille de Guershôn
Guershôn est le premier fils de Lévi fils de Jacob et a pour frères Qehath et Merari,,,,,.
Libni et Shiméi sont les deux fils de Guershôn nés en Égypte,,.

## Guershôn en Égypte
Guershôn part avec son père Lévi et son grand-père Jacob pour s'installer en Égypte au pays de Goshen dans le delta du Nil.
La famille des Guershonites dont l'ancêtre est Guershôn sort du pays d'Égypte avec Moïse,.